# Hegyeshalom
Hegyeshalom  este un sat în districtul Mosonmagyaróvár, județul Győr-Moson-Sopron, Ungaria, având o populație de 3.435 de locuitori (2011). 

## Demografie
Componența etnică a satului Hegyeshalom
     Maghiari (89,51%)
     Germani (7,25%)
     Slovaci (2,16%)
     Necunoscut (0,28%)
     Alții (0,8%)
Componența confesională a satului Hegyeshalom
     Romano-catolici (47,92%)
     Fără religie (15,95%)
     Luterani (3,61%)
     Reformați (3,03%)
     Necunoscută (28,47%)
     Alte religii (1,46%)
Conform recensământului din 2011, satul Hegyeshalom avea 3.435 de locuitori. Din punct de vedere etnic, majoritatea locuitorilor (89,51%) erau maghiari, existând și minorități de germani (7,25%) și slovaci (2,16%). Apartenența etnică nu este cunoscută în cazul a 0,28% din locuitori. Nu există o religie majoritară, locuitorii fiind romano-catolici (47,92%), persoane fără religie (15,95%), luterani (3,61%) și reformați (3,03%). Pentru 28,47% din locuitori nu este cunoscută apartenența confesională.